# Geurt van Dijk
Geurt van Dijk (Heteren, 7 december 1941) is een Nederlandse beeldend kunstenaar.

## Leven en werk
Van Dijk werd in 1941 in Heteren geboren. Hij werd opgeleid tot beelden kunstenaar aan de Academie voor Beeldende Kunsten in Arnhem. Van Dijk is werkzaam op een breed terrein van de beeldende kunst. Hij werkt als beeldhouwer, etser, graficus, lithograaf, schilder en tekenaar. Zijn werk wordt gerekend tot het academisch maniërisme. Aanvankelijk was hij werkzaam in Gelderland. In de negentiger jaren van de twintigste eeuw verhuisde hij naar Eppenhuizen in de provincie Groningen. Van Dijk werd tevens docent aan de Academie Minerva in Groningen. Zijn werk wordt met regelmaat geëxposeerd. Samen met de beeldend kunstenaar Hans van der Pennen maakte hij in 1996 een dubbelexpositie. In 2011 werd zijn werk opgenomen in de tentoonstelling van de academie Minerva te Groningen onder de titel Oude Helden - Jonge Meesters.
Van Dijk ontving in 1991 de Gelderland Grafiekprijs. Samen met Johnny van Doorn (Johnny the Selfkicker) maakte hij Heteren, met teksten van Van Doorn en prenten van Van Dijk.

## Publicaties
- Psapsabloem, een keuze uit het grafisch werk van Geurt, Brummen, 1971
- '63-'74, Brummen, 1975
- Omtrent 't onvermijdelijke, 198?
- Geurt van Dijk: schilderijen, tekeningen, prenten en objekten 1963-1987, uitg. Nijmeegs Museum "Commanderie van Sint-Jan, Nijmegen, 1987
- Heteren, uitg. Stichting Beeldende Kunst Gelderland, Arnhem, 1989 (met tekst van Johnny van Doorn)
- Geurt van Dijk, Hans van der Pennen, uitg. Centrum Beeldende Kunst, Groningen, 1996
- Das radierte Oeuvre von Geurt van Dijk (Het geëtste werk van Geurt van Dijk), uitg. Tandem Felix, Ubbergen, 2004

- Gemeinsame Normdatei: 118889303
- International Standard Name Identifier: 0000 0000 7859 1614
- Library of Congress Control Number: n96037928
- Nederlandse Thesaurus van Auteursnamen: 074476696
- RKD-Nederlands Instituut voor Kunstgeschiedenis: 22881
- Union List of Artist Names: 500112385
- Virtual International Authority File: 3269037
- WorldCat: E39PBJdx6Tpjx8PBBRC4tJJCcP